# Sukapura (Sumber Jaya)
Sukapura is een bestuurslaag in het regentschap Lampung Barat van de provincie Lampung, Indonesië. Sukapura telt 3640 inwoners (volkstelling 2010).